# Halozetes crozetensis
Halozetes crozetensis is een mijtensoort uit de familie van de Ameronothridae. De wetenschappelijke naam van de soort is voor het eerst geldig gepubliceerd in 1907 door Richters.